# 越野章史
越野 章史（こしの しょうじ、1966年11月24日 - ）は、日本の教育学者。和歌山大学教育学部准教授。専門は教育思想史。

## 人物
1966年東京都生まれ。1997年東京都立大学大学院人文科学研究科博士課程単位修得退学。
和歌山県子どもの貧困対策計画検討有識者委員会や和歌山家庭裁判所委員会の委員を務めるなど、和歌山県内の社会活動に関わっている。

## 主要論文・著作
- 論文
  - 「コンドルセの人権宣言草案における公教育規定の位置」（日本教育学会『教育学研究』第62巻1号、1995年）
  - 「フィジオクラートとしてのコンドルセ：1776年の公教育論」（東京都立大学教育学教室『教育科学研究』20号、2003年）
  - 「ルソーの〈自然〉概念の二重性」（東京都立大学人文学部『人文学報』348号、2004年）
  - 「高等学校におけるシティズンシップ教育としての特別活動実践」（『和歌山大学教育学部教育実践総合センター紀要』21号、2011年）
  - 「教室文化を塗り替える教育実践：大川克人氏の実践を読み解く」（『和歌山大学教育学部教育実践総合センター紀要』23号、2013年）

- 著書
  - 『市民のための道徳教育―民主主義を支える道徳の探求―』（部落問題研究所、2016年）